# 起绒飘拂草
起绒飘拂草（学名：Fimbristylis dipsacea）为莎草科飘拂草属下的一个种。

## 扩展阅读
- 維基物種上的相關：起绒飘拂草